# グラウプナー (企業)

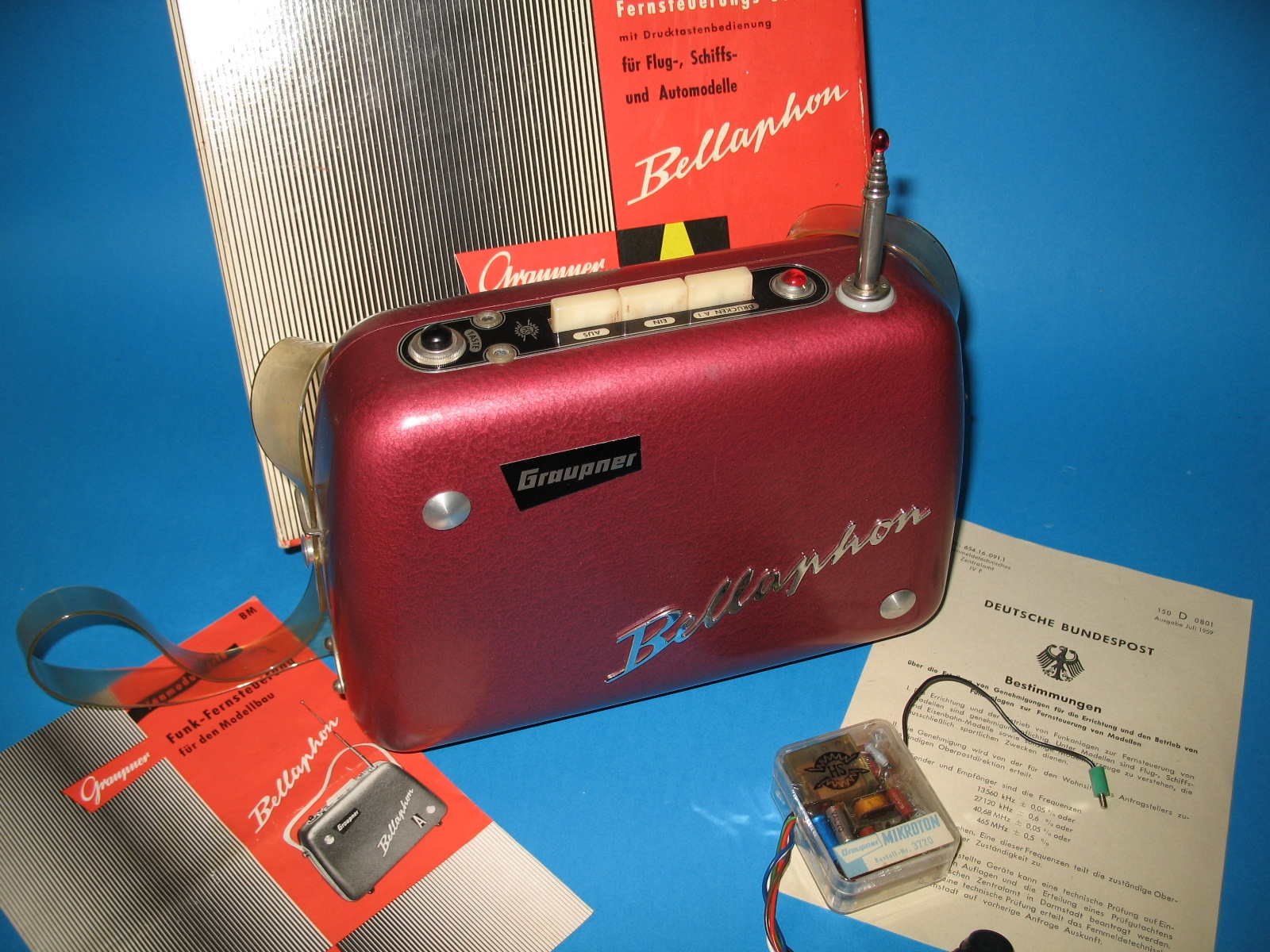
初期のBellaphon A 無線操縦装置

グラウプナー（ドイツ語: Graupner Modellbau, 英語: Graupner-Engineeering）は、ドイツの無線操縦模型メーカーである。1930年にStuttart-WangenでJohannes Graupnerによって設立され、1953年に無線操縦式航空機と船舶模型の設計者でプロデューサーである息子のHansが引き継ぎ、1960年代に小川精機と協力してヴァンケル式ロータリーエンジンを、1980年代に電気式モーターグライダー「エレクトロ・ウフ」を、1990年代にタービン式ヘリコプターを発売する等、常に時代の先端を行く製品を供給し続けていた。2013年以降は管財人である大韓民国のSJの管理下におかれる。

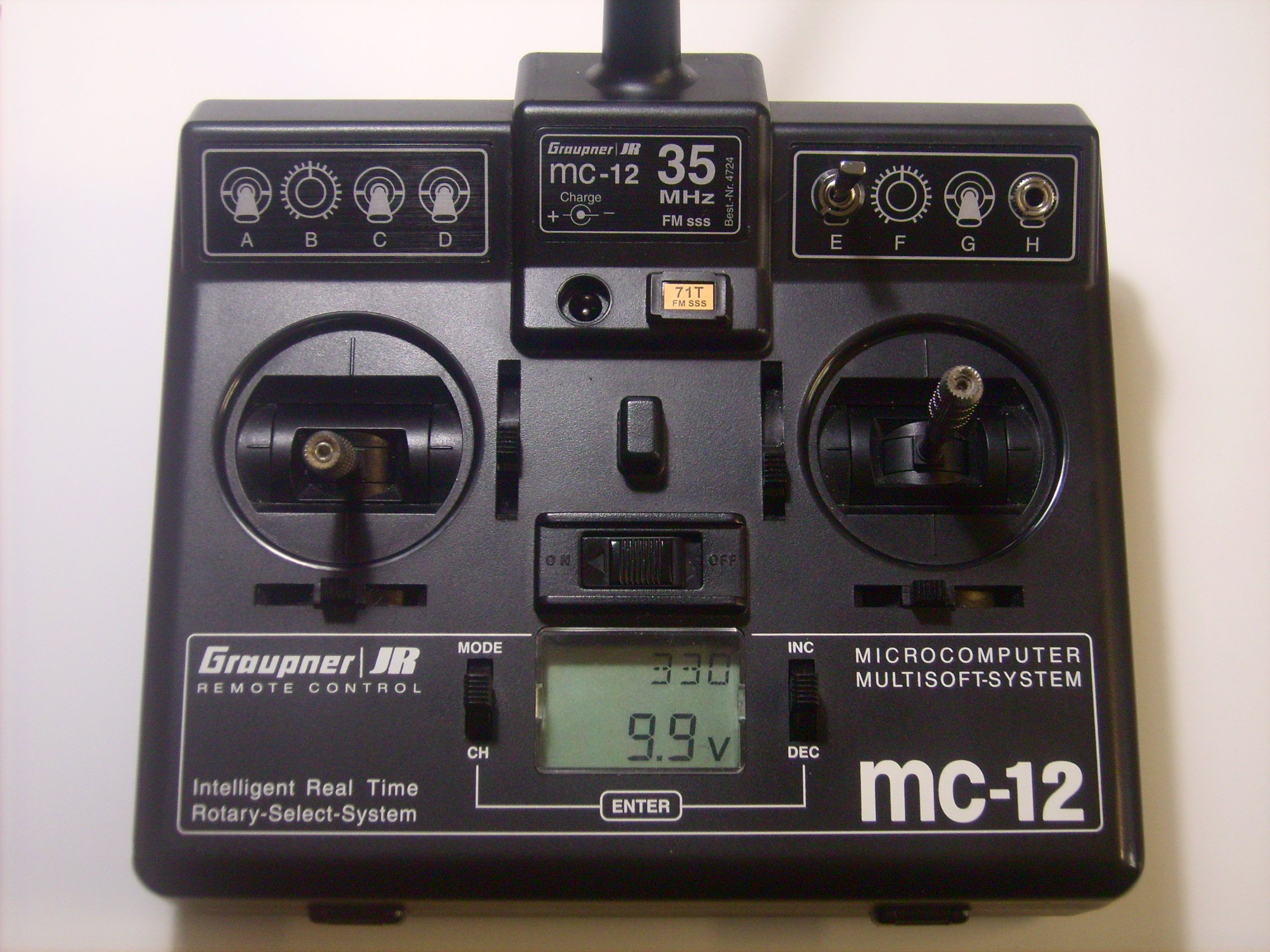
コントローラ mc-12

## 歴史
グラウプナーは1930年にシュツットガルトのJohannes Graupnerによってスケールモデルの製造会社として設立された。2年後、Kirchheimへ移転した。1935年に最初の滑空機の模型を発売して1938年に最初の船舶模型の設計図と材料を販売した。1954年に最初の無線操縦模型を発売した。
第二次世界大戦の終結後、Johannes Graupnerは工場の再開を許可された。再開後の最初の製品は18人の従業員と共に生産した飛行機玩具と台所用品だった。1950年に模型飛行機の設計図と付属品や建物や情景素材のような鉄道模型の付属品を発売した。さらにイギリス向けにディーゼルトラックの模型やドイツの開発した遠隔操作で発射するTaifun-Standard (Typhoon)ロケットを1952年に発売した。2年後、最初に大規模に大量生産されたドイツ製模型用無線操縦装置を発売した。
Hans Graupnerは1953年に彼の父が亡くなった後すぐに会社を発展させた。1954年にグラウプナーGmbHは初めてニュルンベルク国際玩具見本市に出展した。
会社の発展は続き、1962年に工場の新しい建物が建設された。
アジアとの競争が増し、グラウプナーは2012年に倒産してかつてグラウプナーに無線操縦装置を供給していたSJ社が引きついだ。同社は販売会社として継続する。

## キットと飛行機
さらに扱いやすい松材とベニヤ板を加えたバルサ製の手投げ式の滑空機の組み立て式キットを1950年に既に発売した。Wilfried Biesterfeld やKarl-heinz Denzin のような国際的に成功した模型飛行機設計者による模型飛行機（コントロールライン機のUltra Stunter やフリーフライト機の Kadett）は教育分野に大量に販売され、若者が航空機の生産や運用に興味を持つ事を企図したものだった。

## 遠隔操作
1954年にグラウプナーはミュンヘンの模型用無線操縦装置製造業者のKLEMM社から27MHzの周波数帯を使用するスタンダード10、スタンダード20、スタンダード30/30Qの製品群を引き継いだ。トランジスタと真空管の競争が進行中で最初のグラウプナー無線操縦装置は技術的な理由により全て真空管で回路が構成されていた。スタンダード10型送信機は市販の入手可能な電池から機械的な発振器でアノード電圧に昇圧して使用し、スタンダード20型送信機は75ボルトのアノード用電池を使用してスタンダード30Q型では既に水晶発振器を備えていた。
標準真空管はDL68 と DL92の2個の受信用真空管と受信周波数の同調を確認するために表示用のDM70 (マジカルストローク) を備えた。受信機は数年後、高周波部のみ真空管を使用して他の増幅部にはトランジスタを使用して継電器による雑音電圧を改善した製品が発売された。全てのグラウプナー製の遠隔操縦装置は搬送波を断続する超再生式増幅器で雑音電圧制御式継電器を備えた無変調式多チャンネルシステムだった。1956年にグラウプナーの無線操縦装置に組み立てキットのTippyが追加された。
1958年にHans Schumacherによって新設計されたトーン変調式単チャンネル送信機のシリーズのBellaphon A と Bellaphon B がHans Schumacherによって開発され、同様に水晶安定式送信機の波長11 m帯 (27,12 MHz)の周波数に対応した受信機が開発された。両方の送信機とも高周波回路は電池式真空管を備え、変調用の低周波発振器のみ当時最先端だったトランジスタを使用した。Bellaphon A型は真空管を作動させるために必要な高電圧を得るためにこれまで使用していた機械的発振器をトランジスタインバーターに置き換え、廉価版のBellaphon B型では送信機の電気式変圧器を備えず、安価ではないアノード用電池を必要としたが低電流負荷により使用可能時間は長かった。同様に超再生式受信機も同様に高周波帯域におけるトランジスタの技術的な限界により、受信機内に30Vの電圧のアノード電池を必要とするサブミニチュア管を備えた。
電力供給が好ましくない飛行機模型での部分的な真空管の使用は最初の全半導体化された無線操縦装置であるGraupner Bella Phonが発売された1960年に終了した。送信機と受信機の両方は高周波帯用のトランジスタが備えられ小型軽量化、信頼性向上と運用費用の削減により、グラウプナーが遠隔操縦市場において大成功を収める事に貢献した。
1962年にグルンディッヒのBellaphon工場で設計、製造されたモジュールシステムのGraupner Variophon、Graupner Varioton と後の Graupner Varioprop-Fernsteuerungenが置き換えられた。拡張可能な低周波変調システムであるVarioprop 10は1968年に(1966年のDigital TX/RX 14に次ぐ)2番目のデジタルシステムとして発売された。
1980年代初頭に日本で有名な日本遠隔制御(JRプロポ)はグラウプナー無線システムとサーボを発売した。中央ヨーロッパの市場においてJRプロポはFM(周波数変調式)の有名なパネル送信機とMCシリーズをグラウプナー/JRのブランドで展開した。最後に開発されたMC-32は韓国のSJ社へ移転された。

## 模型用内燃機関
小型のアメリカ製グローエンジンの製造を手掛けるCOX社と小川精機/グラウプナーは1952年にVöhringen/IllerでHornのブランド名でTyphoon (from 1.0 cc) をFAでディーゼルエンジンを販売した。それらは信頼性が高く、趣味用(排気量1CC)、競技用のハリケーン(1.5CC)、高速(2.5CC)だけでなく競技用のハリケーン(2.5CC)としても販売された。グラウプナーのエンジンはドイツ国内外の飛行競技大会で入賞した。 
小川精機製のエンジンはグラウプナーによって輸入され、同様に1970年に初めて発売されたフェリクス・ヴァンケルの考案したヴァンケルエンジンの模型版である模型用ローターリー式エンジンの49を開発した。

## 電動飛行機
1959年に模型飛行機の催し物でFred Militkyによって設計された模型では初の電動飛行機が実演された。最初の市販のフリーフライト模型は1960年にグラウプナーによって発売されたSilentiusである。駆動は有名なファウルハーベル社の専用の減速歯車式電動機を備えた高効率のコアレスモータでこのモータがあったからこそ低出力の当時の電源で飛行が可能になった。滞空時間は電動機の過負荷により制限された。最初の無線操縦電動機模型用のモジュラーシステムは1973年に発売された。

## 経営
1970年代にオーストリア事務所と同様にスイスに事務所を置き、バルサ材製造のためにエクアドルに子会社を設立した。グラウプナーは全世界に2000のディーラーに供給した。
2007年におよそ€4000万ユーロの売り上げだった。輸出比率は50%以上だった。
創業者の息子のハンス・グラウプナーは2010年に81歳で亡くなった。
2012年12月にGraupner Beteiligungen GmbHはエスリンゲン地方裁判所に破産手続きを申請した。エスリンゲン地方裁判所は保全手続きを開始した。2013年2月12日に管理下に置かれた。目標である3月までに3ヶ月の保全処理中に会社の再編を完了し、破産を回避するために、管理に応じた。これは2013年2月22日までの努力にもかかわらず失敗した。
2013年3月初頭にグラウプナーは商標権を充電器やサーボ等無線操縦装置の主要な供給会社である大韓民国のSJ社へ譲渡した。従業員の1/3のみが新会社のグラウプナー/SJに引き継がれた。Kirchheimの製造施設は完全に閉鎖され販売と顧客への対応のみになる。